# Autorisation environnementale unique
En France, l'autorisation environnementale unique (ou permis unique) est un dispositif qui fusionne les différentes procédures et décisions environnementales requises pour les installations classées pour la protection de l'environnement (ICPE) et les installations, ouvrages, travaux et activités (IOTA) soumises au régime de l'autorisation. Ce dispositif, qui a été testé dans certains départements de 2014 à 2016 et qui s'inscrit dans le processus de « simplification administrative » et de « modernisation du droit de l'environnement », entre en vigueur le 1er mars 2017.
L'autorisation environnementale unique est cadrée par l'ordonnance no 2017-80 du 26 janvier 2017 et deux décrets d'application,, dont l’un précise le contenu du dossier de demande d’autorisation et l’autre liste les pièces que celui-ci doit contenir, en fonction du type d’installation prévue. 
Cette réforme, en accompagnement de celles liées à l'étude d'impact et de l'enquête publique, a « un impact considérable sur de très nombreux projets ».

## Historique et contexte
En 2013, le comité de pilotage des « États généraux de la modernisation du droit de l'environnement » mis en place par la ministre de l'environnement Delphine Batho émet des propositions de simplification administrative, qui concernent notamment les différentes autorisations environnementales. 
Dans le cadre du « choc de simplification », « sans régression de la protection de l'environnement », souhaité par le président de la République François Hollande, deux ordonnances,, ratifiées par la loi no 2015-992 du 17 août 2015 relative à la transition énergétique pour la croissance verte ainsi que deux décrets d'application, ont permis la mise en place d'un dispositif d'expérimentation dans certains départements.
Une triple expérimentation a été conduite de 2014 à 2016 dans quelques départements, afin de mesurer la faisabilité d'un dispositif de « certificat de projet », d'autorisation unique en matière d'ICPE et d'autorisation unique IOTA. Une évaluation interministérielle, et un rapport (janvier 2016) ont servi à préparer le cadrage juridique et technique du projet, avec l'aide d'un groupe de travail (présidé par le préfet Jean-Pierre Duport, qui avait déjà produit un rapport sur la simplification des procédures environnementales en avril 2015 pour les ministres de l’Écologie et du Logement).
À la suite de ces expérimentations, les textes juridiques permettant d'étendre le dispositif à l'ensemble du territoire français (ordonnance no 2017-80, décrets no 2017-81 et no 2017-82) ont été publiés le 27 janvier 2017 et sont entrés en vigueur le 1er mars 2017. L'ordonnance no 2017-80 a été ratifiée par l'article 56.III de la loi no 2018-727 du 10 août 2018.

## Objectifs
La  création  de  l’autorisation  environnementale poursuit trois objectifs principaux, :
- Apporter une simplification des procédures et des délais réduits pour les pétitionnaires, sans diminuer le niveau de protection environnementale.
- Apporter une meilleure vision globale de tous les enjeux environnementaux d’un projet pour les services instructeurs, comme pour le public.
- Renforcer le projet en phase amont, par une anticipation, une lisibilité et une stabilité juridique accrues pour le porteur de projet.

## Principaux changements
Un « tronc commun procédural » est créé dans le livre Ier du Code de l'environnement afin de fixer les règles communes liées aux demandes d'autorisation des installations classées pour la protection de l'environnement (ICPE) et des installations, ouvrages, travaux et activités (IOTA).

### Champs d'application
L'autorisation environnementale, qui se présente sous la forme d'un arrêté préfectoral, inclut l’ensemble des prescriptions de différentes législations applicables et relevant de différents codes, :
- Code de l’environnement : autorisation au titre des installations classées pour la protection de l'environnement (ICPE) ou des installations, ouvrages, travaux et activités (IOTA), autorisation spéciale au titre de la législation des réserves naturelles nationales ou des réserves naturelles de Corse, autorisation spéciale au titre de la législation des sites classés, dérogations à l’interdiction d’atteinte aux espèces et habitats protégés, agrément pour l’utilisation d'organismes génétiquement modifiés (OGM), agrément des installations de traitement des déchets, déclaration IOTA, enregistrement et déclaration ICPE.
- Code forestier : autorisation de défrichement.
- Code de l'énergie : autorisation d’exploiter et approbation du projet de transport et de distribution d’énergie.
- Code des transports, code de la défense et code du patrimoine : autorisation pour l’établissement d’éoliennes.

L'autorisation est demandée en une seule fois par le maître d'ouvrage. Il dispose d’un interlocuteur unique qui est :
- Le service de l’État chargé de la police de l’eau, pour les projets qui relèvent principalement du régime des IOTA.
- Le service de l’État chargé de l’inspection des installations classées, pour les projets qui relèvent principalement du régime des ICPE.
- Le service de l’État désigné par l’autorité administrative compétente, dans les autres cas.

### Cadrage amont et certificat de projet
Dans le cadre d'un « cadrage amont », les porteurs de projet peuvent désormais solliciter de l’administration  soit  des  échanges  (entretien,  réunion,  etc.),  soit  un « certificat de projet » qui identifie les  régimes  et  procédures  dont  relève  le projet, précise le contenu attendu du dossier et surtout peut fixer, en accord avec le porteur de projet, un calendrier d’instruction  dérogatoire  aux  délais  légaux,  s'il  y  a  accord  entre  le  pétitionnaire  et  l’administration.  L’objectif  est  d’améliorer la qualité des dossiers pour fluidifier leur instruction et limiter les demandes de compléments,.

### Contentieux
Le  nouveau  régime  contentieux vise à concilier le respect du droit au recours des tiers et la sécurité juridique du projet,, :
- La  décision  peut  être  déférée  à  la juridiction administrative par les pétitionnaires dans un délai de 2 mois et par les tiers dans un délai de 4 mois à compter de la publication de l’autorisation  (contre  un  délai  de  12  mois après publication et 6 mois après mise en service dans le droit commun).
- Les  pouvoirs  du  juge  sont  aménagés  :  il  peut  surseoir  à  statuer,  annuler  ou  réformer totalement ou partiellement la décision, en fonction du droit applicable au moment du jugement (sauf pour les règles d’urbanisme pour lesquelles il prend en considération le droit applicable au moment de la décision).
- À la suite d'une réclamation gracieuse formulée par un tiers à compter de la mise en service, l’autorisation environnementale peut faire l’objet d’une modification par arrêté  complémentaire  du  préfet  pour ajuster les prescriptions.

### Articulation avec les procédures d'urbanisme
L’autorisation environnementale est articulée avec les procédures d’urbanisme, : 
- Le  porteur  de  projet choisit  librement  le  moment  où  il  sollicite  un  permis  de  construire et ce dernier peut être délivré avant  l’autorisation  environnementale, mais il ne peut être exécuté qu’après la délivrance  de cette  dernière. Pour les éoliennes, l’autorisation environnementale dispense de permis de construire. Quant au  permis de démolir, il peut  recevoir  exécution  avant  la  délivrance  de  l’autorisation  environnementale  si la démolition ne porte pas atteinte aux intérêts protégés par cette autorisation.
- Dans le cas où la modification d’un document d’urbanisme est nécessaire à la réalisation du projet, celle-ci peut intervenir en même temps que l’instruction de l’autorisation environnementale.
- L’enquête publique est dite unique lorsqu’elle est requise par les deux décisions.

### Délais de procédures
L’objectif est de 9 mois d’instruction dans le cas général contre 12 à 15 mois auparavant, tout en respectant les règles de fond et en protégeant les intérêts fondamentaux visés par les législations applicables,.

### Période de transition
Dans  les  4  mois  suivant  l’entrée  en  vigueur  de  la  réforme,  c’est-à-dire jusqu’au 30 juin 2017 (ou plus longtemps dans certaines situations), les porteurs de projet conservent le choix d’appliquer la  nouvelle  procédure  ou  d’appliquer les procédures antérieures, sauf quand une demande relevant de l’une des législations intégrées a été déposée, voire approuvée antérieurement,.

## Pièces notables du dossier

### Évaluation environnementale

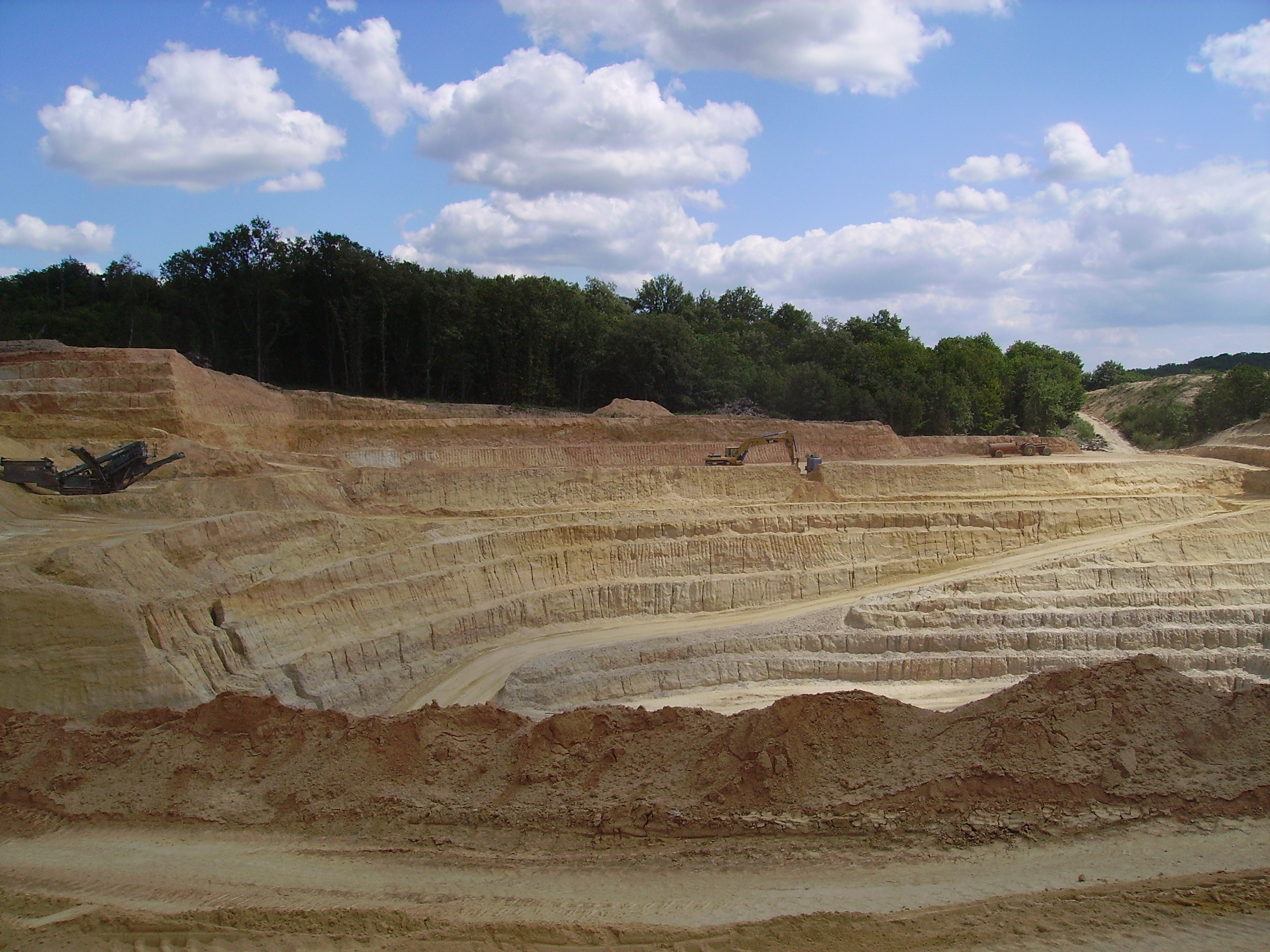
Une carrière est une ICPE généralement soumise au régime de l'autorisation. Dans ce cas, elle est soumise à évaluation environnementale systématique.

La liste des catégories de projets entrant dans le champ de l’évaluation environnementale figure au tableau annexé à l’article R.122-2 du code de l'environnement,. Les projets de travaux, d’ouvrages ou d’aménagements peuvent être soumis de façon systématique à évaluation environnementale ou après examen au cas par cas. Dans cette dernière situation, seuls les projets identifiés par l’autorité environnementale comme étant susceptibles d’avoir des incidences négatives notables sur l’environnement doivent être soumis à évaluation environnementale,.
Les dossiers de demande d'autorisation soumis à évaluation environnementale doivent comporter une étude d'impact tandis que ceux qui n'y sont pas soumis doivent comporter une étude d'incidence environnementale.

### Étude de dangers
L'étude de dangers est obligatoire pour les projets qui sont soumis à autorisation au titre des installations classées pour la protection de l'environnement (ICPE) tandis que pour les projets qui sont des installations, ouvrages, travaux et activités (IOTA), cela dépend des cas.

## Phases de l'instruction
L'instruction de la demande d'autorisation environnementale se déroule en trois phases,, dont l'objectif est de ne pas dépasser neuf mois d'instruction (quand aucun élément complémentaire n'est exigé du demandeur).

### Phase d'examen
Le dépôt du dossier sous format électronique et papier lance la phase d'examen qui comprend :
- L'instruction interservices
- Les consultations obligatoires des instances et commissions concernées
- L'avis de l'autorité environnementale en cas d'étude d'impact

Cette phase dure 4 mois au niveau local ou 5 mois au niveau national si un avis de l'autorité environnementale ou d'un ministre est nécessaire, sans compter les délais liés aux éventuelles demandes de compléments. Elle dure huit mois en cas de régularisation.
A l'issue de cette phase, soit le dossier est déclaré complet et régulier et il passe en phase d'enquête publique, soit la demande peut directement être rejetée par le Préfet, dans certains cas particuliers prévus par le code de l'environnement, notamment lorsque l'autorisation environnementale ou, le cas échéant, l'autorisation d'urbanisme nécessaire à la réalisation du projet, apparaît manifestement insusceptible d'être délivrée eu égard à l'affectation des sols définie par le plan local d'urbanisme ou le document en tenant lieu ou la carte communale en vigueur au moment de l'instruction, à moins qu'une procédure de révision, de modification ou de mise en compatibilité du document d'urbanisme ayant pour effet de permettre cette délivrance soit engagée.

### Phase d'enquête publique
La phase d'enquête publique comprend l'ouverture d'une enquête publique de 30 jours minimum avec, en parallèle, la consultation des collectivités locales et de leurs groupements concernés.
Cette phase, qui s'étend sur environ 3 mois, aboutit à la rédaction d'un rapport par le commissaire enquêteur, avec des conclusions motivées, et s'achève avec la mise à disposition du public de ce document.

### Phase de décision
Cette phase comprend :
- La consultation facultative du conseil départemental de l'environnement et des risques sanitaires et technologiques (CODERST) ou de la commission départementale de la nature des sites et des paysages (CDNPS).
- L'élaboration du projet de décision.
- La signature de l'arrêté préfectoral et la réalisation des mesures de publicité.

Cette phase dure 2 mois, voire 3 mois en cas de consultation du CODERST ou de la CDNPS. À noter que le silence de l'administration vaut rejet de la demande.

## Autorisation par tranches
Certains projets nécessitant une étude d'impact unique, comme les grandes infrastructures linéaires, peuvent bénéficier de plusieurs autorisations environnementales de manière simultanée ou échelonnée dans le temps, si le pétitionnaire en formule la demande, en justifiant le périmètre de chacune des autorisations au regard de critères fonctionnels et environnementaux.
La procédure d'autorisation unique par tranches comporte deux spécificités. La première tient à ce que l'étude d'impact est jointe à chacune des demandes d'autorisations environnementales. Elle est actualisée d'une procédure à l'autre, le cas échéant. La deuxième spécificité tient à ce que l'administration peut modifier les autorisations déjà délivrées « afin de prendre en compte les incidences environnementales cumulées à l'échelle du projet ».

## Critiques
La mise en place de l'autorisation environnementale unique est réclamée de longue date par les acteurs économiques, qui se plaignent de la lenteur d’examen de leurs projets, mais elle est vivement contestée par des associations environnementales qui dénoncent un affaiblissement des lois qui protègent l’environnement. Deux associations anti-éolien avaient déposé un recours devant le Conseil d’État contre le texte donnant le feu vert aux expérimentations, qui a été rejetée en décembre 2015.
Par ailleurs, le bilan des expérimentations d'autorisations uniques, effectué en décembre 2015 par les services d'inspection de cinq ministères, ont pointé un faible taux d'intégration des procédures sur le terrain ainsi qu'une mauvaise adaptation des services déconcentrés à une organisation en mode projet,.
Le 3 février 2017, Marc Mortureux, en tant que directeur général de la prévention des risques, indique que « structurellement, c'est une bonne approche » mais que « c'est un défi managérial et organisationnel ». De ce fait, il insiste sur la qualité de la relation humaine, l'évolution culturelle et le besoin d'accompagnement que sa réussite implique, ce qui explique que les services du ministère de l'Environnement ont d'ores et déjà engagé plusieurs actions de sensibilisation et de formation des fonctionnaires chargés de la mettre en œuvre.